# Tally Brown, New York
Tally Brown, New York è un film documentario del 1979 diretto, scritto e prodotto da Rosa von Praunheim. La pellicola racconta la carriera dell'artista Tally Brown, una protagonista della scena underground di New York sul finire degli anni '60.
Nel corso del documentario Praunheim realizza ampie interviste con Brown, raccontando le sue collaborazioni con Andy Warhol, Taylor Mead e altri, così come le sue amicizie con gli artisti Ching Ho Cheng, Holly Woodlawn e Divine. Brown apre il film con una cover di Heroes di David Bowie e lo conclude con il brano Rock 'n' Roll Suicide. Il film immortala non solo la carriera di Tally Brown ma anche l'ambiente culturale di New York negli anni '70.
Nello stesso anno della sua uscita, la pellicola ha vinto il premio d'argento al Deutscher Filmpreis nella categoria miglior documentario.